# 图奥莫·卡里拉
图奥莫·卡里拉（芬蘭語：Tuomo Karila，1968年4月7日—），芬兰男子摔跤运动员。他曾代表芬兰参加世界摔跤锦标赛，获得一枚银牌。他也曾参加1992年和1996年夏季奥林匹克运动会。